# Andrew Rabutla
Andrew Rabutla (Tzaneen, 21 de novembro de 1971) é um ex-futebolista profissional sul-africano que atuava como defensor.

## Carreira
Andrew Rabutla se profissionalizou no 	D'Alberton Callies.

## Seleção
Andrew Rabutla integrou a Seleção Sul-Africana de Futebol na Copa das Nações Africanas de 1998, vice-campeã.

## Títulos
África do Sul
- Copa das Nações Africanas: Vice - 1998